# Asgardsrei
Asgardsrei ('Wilde Jacht') is een jaarlijks extreemrechts muziekfestival in de Oekraïense hoofdstad Kiev. Het werd in 2012 voor het eerst georganiseerd door Aleksej Levkin in Moskou en verhuisde in 2014 naar Kiev. Levkin is lid van de band М8Л8ТХ en is actief in het Azovbataljon. Het festival brengt nationaalsocialistische black metal en wordt beschouwd als een plaats voor rechts-extremisten om elkaar te ontmoeten en te netwerken. Verschillende betrokkenen zijn veroordeeld voor moord, geweldpleging en haatmisdrijven en verschillende organisaties worden bestempeld als terreurgroepen. Sinds 2020 wordt naast Asgardsrei een tweede neonazifestival georganiseerd, Heretic Fest (niet te verwarren met het gelijknamige Britse metalfestival).